# مقاطعة أورنبرغ

علم أورنبرغ أوبلاست

أورنبرغ أوبلاست (بالروسية: Оренбу́ргская о́бласть)، توجد في حوض نهر الأورال وإلى الجنوب من باشكيريا، و تشغل القسم الأوسط من حوض أورال وتشترك حدودها الجنوبية مع باقي روسيا الاتحادية. وتبلغ مساحتها 124,000 كم مربع، وسكانها 2.1 مليون نسمة. يمثل المسلمين 53% من تعداد السكان. وكانت تسمى حتى عهد قريب أورتبرج، وكذلك كان اسم عاصمتها ثم تغير إلى شاكالوف. أراد السوفيات جمهورية تفصل بين مسلمي وسط آسيا حيث أكبر تجمع إسلامي في الاتحاد السوفييتي ، و بين مسلمي حوض نهر الفولجا، وذلك ليجولوا بين تكتل المسلمين وليفتتوا وحدتهم. كانت فيما سبق عاصمة لكازاخستان وأرض كشالوف ترتفع في الشرق وتنبسط في الغرب ففي شرقها سفوح جبال أورال ، والمنطقة متطرفة المناخ صيفاً وشتاءً، وأبرز الأنشطة الاقتصادية تتمثل في الزراعة والرعي والتعدين.

## الجغرافيا
أهم نهر في أورنبرغ أوبلاست هو النهر الأورال.

## ديموغرافيات
وفقا لتعداد (2002)، كان التكوين القومي للأوبلاست على النحو التالي:
الروس: 73,9 ٪ • التتر: 7,6 ٪ • كازاخستان: 5,8 ٪ • الأوكرانيين: 3,5 ٪ • بشكير: 2,4 ٪ • مورديفي: 2,4 ٪ • ألمان: 0,8 ٪ تشوفاش: 0,8 ٪ • البيلاروس: 0,4 ٪ • الأذربيجانيين: 0,4 ٪ • الأوزبك: 0,2 ٪ • والعديد من المجموعات الأخرى، لا شيء أكثر من 0,2 ٪ من عدد السكان. (0.13 ٪ من السكان - لم تذكر جنسياتهم في التعداد.) ولكن كما هو معروف أن عند إجراء أي تعداد للسكان في روسيا يتم إظهار أن أعلى نسبة سكان هم الروس والباقي أقليه بينما العكس هو الصحيح.

## الزراعة والصناعة
أورينبورغ واحدة من أهم المناطق الزراعية في روسيا. مناخها مناسب للزراعة: الرطبة الربيع، الصيف جاف وعدد كبير من أيام مشمسة جعل الظروف المثالية لزراعة القمح والجاودار الشاق، وعباد الشمس، والبطاطا، والبازلاء، والفاصوليا، والذرة، والقرع.
تصدير السلع يشمل: النفط والمنتجات النفطية والغاز والمنتجات المنتجة للغاز، وتوالت الحديدية والمعادن غير الحديدية، والنيكل، الإسبستوس، ومركبات الكروم، النحاس الخام، والمحركات الكهربائية، والأجهزه المشعة، من منتجات صناعة بناء الآلات.

## مدن أونبرغ أوبلاست
بوغوروسلان،
بوزولوك،
جاي،
كوفانديك،
مدنوغورسك،
نوفوترويتسك،
أورينبورغ،
أورسك،
سول-إيلتسك،
سوروتشينسك،
أسيكييفو، أكبولاك، أككيرمانوفكا، أليكساندروفكا، بيلياييفكا .

## وصلات خارجية
- مجلة الشباب - جريدة الأهرام
- الإسلام في شكالوف «أورنبرج»